# Gregorio Luperóns internationella flygplats
Gregorio Luperóns internationella flygplats är en flygplats i Dominikanska republiken.   Den ligger i provinsen Puerto Plata, i den norra delen av landet, 150 km norr om huvudstaden Santo Domingo. Gregorio Luperóns internationella flygplats ligger 4 meter över havet.